# Monoblemma
Monoblemma is een geslacht van spinnen uit de  familie van de Tetrablemmidae.

## Soorten
- Monoblemma becki Brignoli, 1978
- Monoblemma muchmorei Shear, 1978
- Monoblemma unicum Gertsch, 1941